# Hotels van Oranje

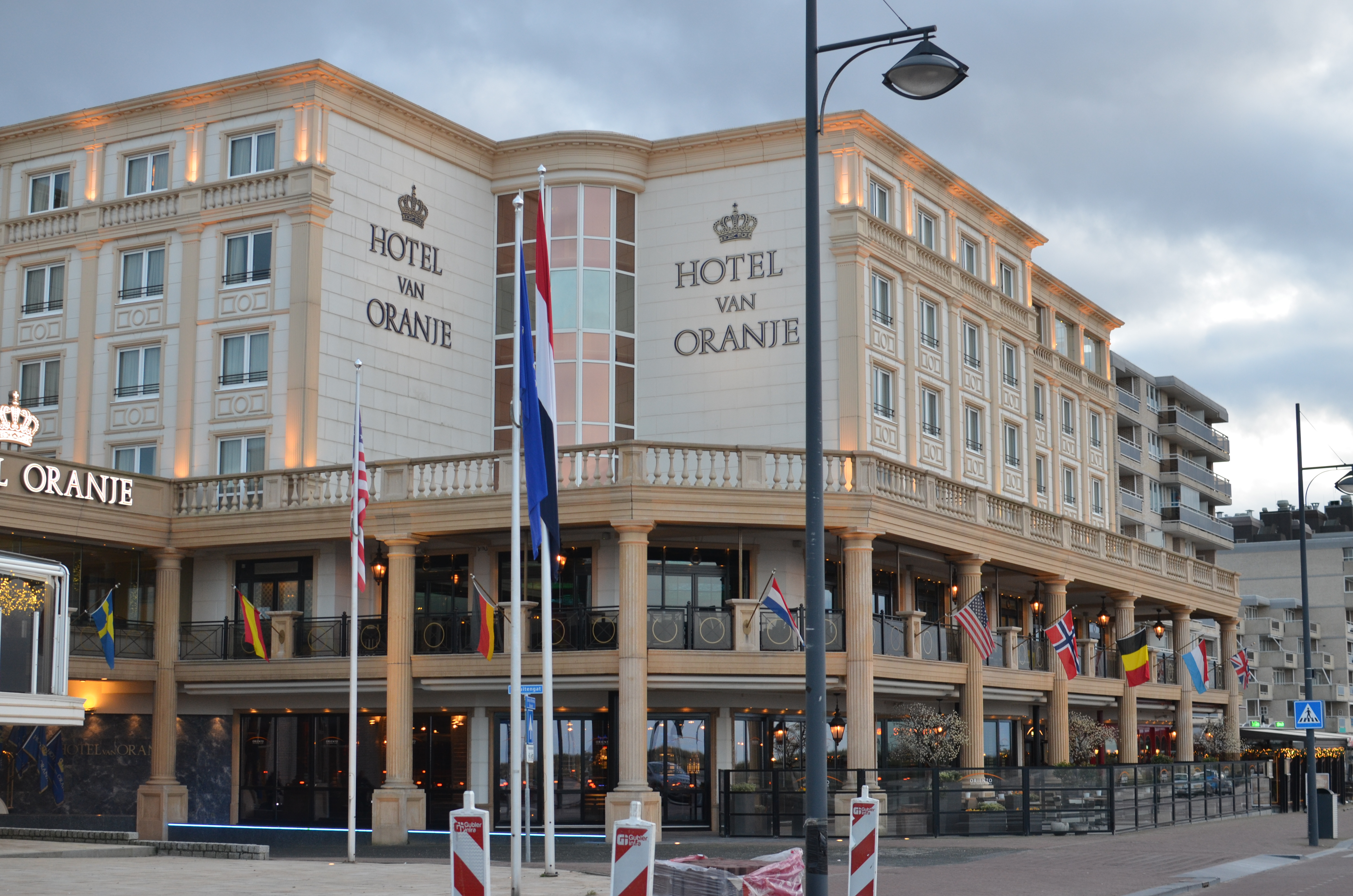

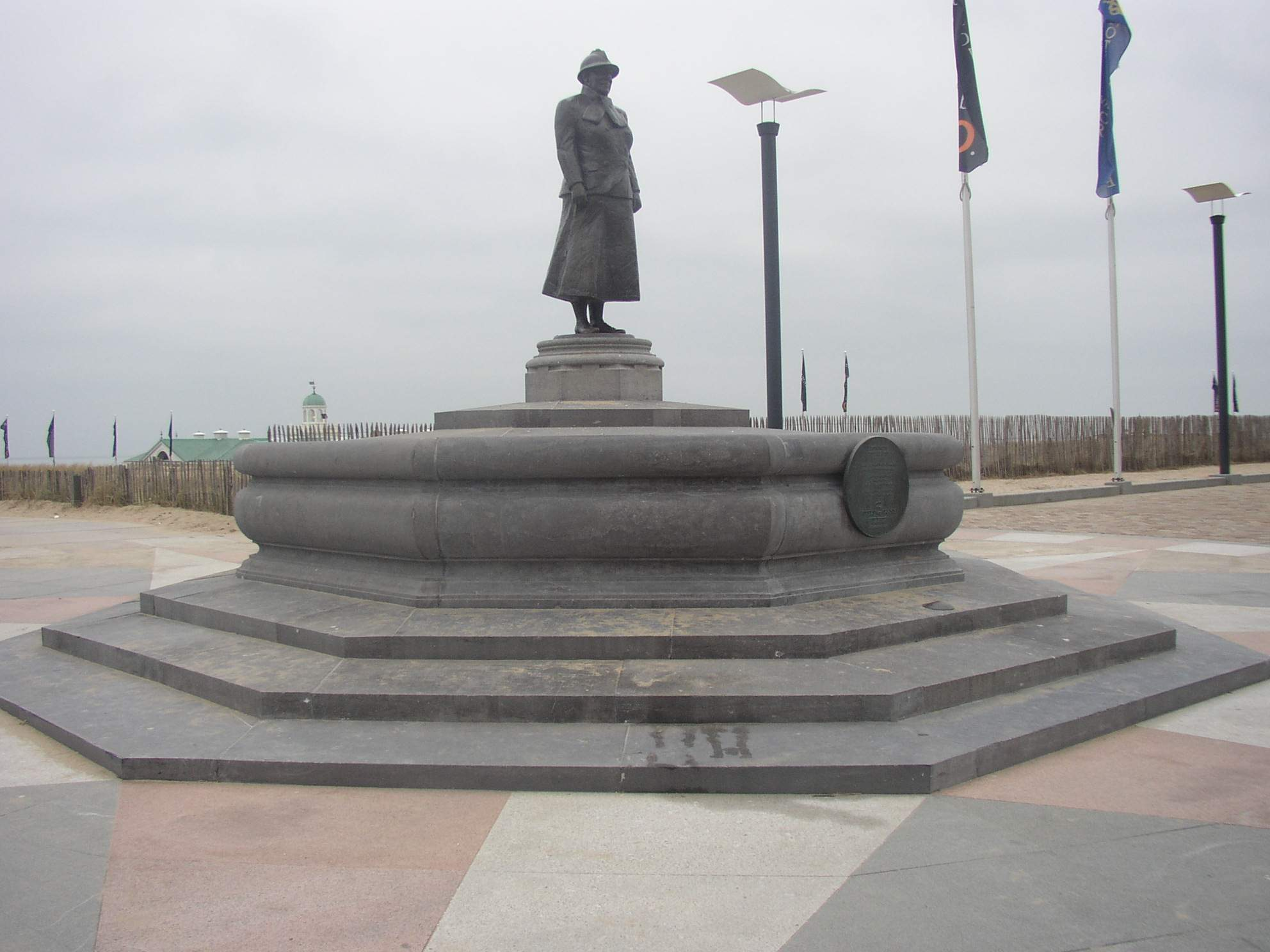
Standbeeld van koningin Wilhelmina, door het bedrijf in 2000 geschonken aan Noordwijk

Hotels van Oranje is een hotelbedrijf aan de Koningin Wilhelminaboulevard in de Nederlandse  plaats Noordwijk aan Zee. Het bestaat uit twee hotels, 'Hotel van Oranje' en 'Beach Hotel', met tussenliggend vergaderzalen en bijgebouwen. Volgens eigen publicaties beschikken de hotels samen over 230 kamers, waarvan 24 suites en zes restaurants.

## Geschiedenis
In 1985 werd het Boulevard Hotel, voorheen 'De Zeeleeuw', overgenomen door Abraham Mol en Charles de Boer. Tot dit hotel behoorde ook een achtergelegen motel, waarvan de kamers voornamelijk werden verhuurd aan bollenpellers, die van elders kwamen om hier te werken. In maart 1987 startte aan de ene kant van dit hotel de bouw van het Beach Hotel en aan de andere werd het vijf sterren Hotel Oranje geopend. Het motel werd afgebroken. In januari 1989 kwam Hotel Oranje in financiële moeilijkheden en werd het door Mol en De Boer overgenomen.
In 1994 werd ook het Beach Hotel overgenomen en sindsdien noemt het bedrijf zich 'Hotels van Oranje'. Later werden nog een tussenliggend restaurant en dito villa aangekocht. Vele bouwkundige aanpassingen kenmerkten het bedrijf. Zo werd het van oorsprong moderne Hotel Oranje-deel in 2002 van een klassieker exterieur voorzien. Het oorspronkelijke Boulevard Hotel is niet meer als hotel in gebruik, het werd kantoor- en conferentiecentrum.
Eind 2011 kwam het bedrijf met plannen voor afbraak van de Boulevard- en Beachvleugels, om deze te kunnen vervangen door een veel groter hotel- en congrescomplex. Op deze plannen kwam veel commentaar. In februari 2013 stelde de gemeente Noordwijk randvoorwaarden op voor de herinrichting van het betreffende terrein. Het hotelbedrijf trok hierop de bouwplannen in,  en ontvouwde een minder grootschalige variant.

## Trivia
- In Grand Café 't Elfde Gebod, onderdeel van het hotel, wordt op zaterdag het televisieprogramma Business Class opgenomen.